# سهيلة الرصراص

تعديل مصدري - تعديل

تجمع سهيلة الرصراص هو "تجمع بدوي" في  عزلة أحور بمديرية أحور التابعة لمحافظة أبين، بلغ تعداد سكانها 288 نسمة حسب تعداد اليمن لعام 2004.